# Vladímir Aléksenko
Vladímir Abrámovich Aléksenko (en ruso: Влади́мир Авра́мович Але́ксенко; Kíyevskoye, 27 de enero de 1923 - Odesa, 16 de junio de 1995) fue un oficial soviético, teniente general, dos veces Héroe de la Unión Soviética.

## Biografía
Nació en el seno de una familia campesina de Kiyevskoye, en el entonces óblast de Kubán-Mar Negro de la RSFS de Rusia el 27 de enero de 1923. Acabó la escuela secundaria y el sus primeros estudios de aviación en 1940. Entró en el Ejército Soviético en mayo de 1941, acabando su formación en las Escuela Militar de Pilotos Aéreos de Krasnodar en 1942. Desde 1943 fue miembro del Partido Comunista de la Unión Soviética. En febrero de ese año fue enviado al frente, donde asaltaba las baterías enemigas que hacían fuego sobre Leningrado, y las unidades enemigas situadas sobre el istmo Carelio, los países bálticos y Prusia Oriental. Le es concedido el título de Héroe de la Unión Soviética como Jefe de Escuadrilla del 15.º Regimiento Aéreo de Asalto de la Guardia (227.º División Aérea de Asalto, 1.er Ejército del Aire, 3.er Frente Bielorruso) el 19 de abril de 1945 por 230 misiones de combate exitosas, por el valor manifestado en la ejecución de las misiones de combate. El 19 de junio de 1945 se le hizo entrega de su segunda Estrella de Oro como Jefe del 15.º Regimiento Aéreo de Asalto de la Guardia por 292 misiones de combate asaltando a los refuerzos enemigos, los aeródromos y la destrucción de las fuerzas del adversario, que completarían su participación en la guerra. En ellas destruyó una decena de aviones derribados o destruidos en los aeródromos, 33 tanques, 118 vehículos, 53 coches ferroviarios, 85 carros, 15 transportes blindados, 10 almacenes de petrechos, 27 piezas de artillería, 54 cañones antiaéreos, 12 lanzaminas y a centenares de soldados y oficiales del enemigo nazi.
Tras la continuó su servicio en el ejército. En 1954 se graduó en la Academia Aérea Militar. En 1962 hizo lo propio en la Academia Militar del Estado mayor. Fue nombrado teniente-general de la aviación en 1968. Fue elegido diputado del Sóviet Supremo de la República Socialista Soviética de Ucrania. Desde 1978 vivió retirado en Odesa. Murió el 16 de junio de 1995.

## Condecoraciones
- 2 Medallas Estrella de Oro
- 2 veces Héroe de la Unión Soviética
- Orden de Lenin
- 4 Órdenes de la Bandera Roja
- Orden de Alejandro Nevski
- 2 Órdenes de la Guerra Patria de 1.ª Clase
- Orden de la Guerra Patria de 2.ª Clase
- 2 Órdenes de la Estrella Roja
- Otras medallas